# ライダーズ ラプソディ
『ライダーズ ラプソディ』は、1988年に発刊された『ミスターバイク』誌の5月臨時増刊のタイトル及び、広井てつお原作による同タイトルの日本の漫画作品。

## 概要
「ライダーズ ラプソディ」は、『ミスターバイク』5月臨時増刊『ライダーズ ラプソディ』として発行されて、その中に同タイトルの作品が収録された、広井てつおバイク漫画作品集である。また、サブタイトルに「広井てつお特集号」とある。当然であるが、全作品『ミスターバイク』誌にて掲載されていた作品である。

## 漫画作品としての「ライダーズ ラプソディ」
漫画作品としての「ライダーズ ラプソディ」は、同タイトルの『ミスターバイク』5月臨時増刊の為に書き下ろしされたバイク漫画である。

## 漫画作品「ライダーズ ラプソディ」のあらすじ
原作者、広井の十八番の日本で実際行われた年に一度の某非合法レースを元に描かれた作品である。主人公は、カワサキ・Z2改に乗った男で、各地でアルバイトをしながら旅を続けている。そんな彼の噂話をする某非合法レースの参加たち。スタート地での再会、レース中の走行、ゴール地で仲間達と酌み交わす酒等･･･。それぞれ、そのレースに想いを描きながら。そんな想いが描かれていた。

## 『ミスターバイク』5月臨時増刊としての『ライダーズ ラプソディ』
概要で触れた通り、広井てつおのバイク漫画作品集である。
- 収録された作品
  - ライダーズ ラプソディ
  - 西大寺ぶるうす
  - 続・西大寺ぶるうす
  - ゲッティツオール(全6話)
  - SINCE1937-あるバイク屋の親父の自伝
  - わだつみに消えたポインター
  - W1ララバイ
  - '60sサウンズ リバイバル
  - ハードロックライダー
  - キャノンボールに乾杯!

## 20年の時を経て新たに収録
漫画作品としての「ライダーズ ラプソディ」は、2008年11月7日に発売された、少年画報社版の単行本「W1ララバイ」に20年の時を経て新たに収録された。